# Konvexoidoperator
Inom matematiken är en konvexoidoperator en begränsad linjär operator T på ett komplext Hilbertrum H så att det slutna höljet av dess numeriska bild är lika med det konvexa höljet av dess spektrum.